# Кряж

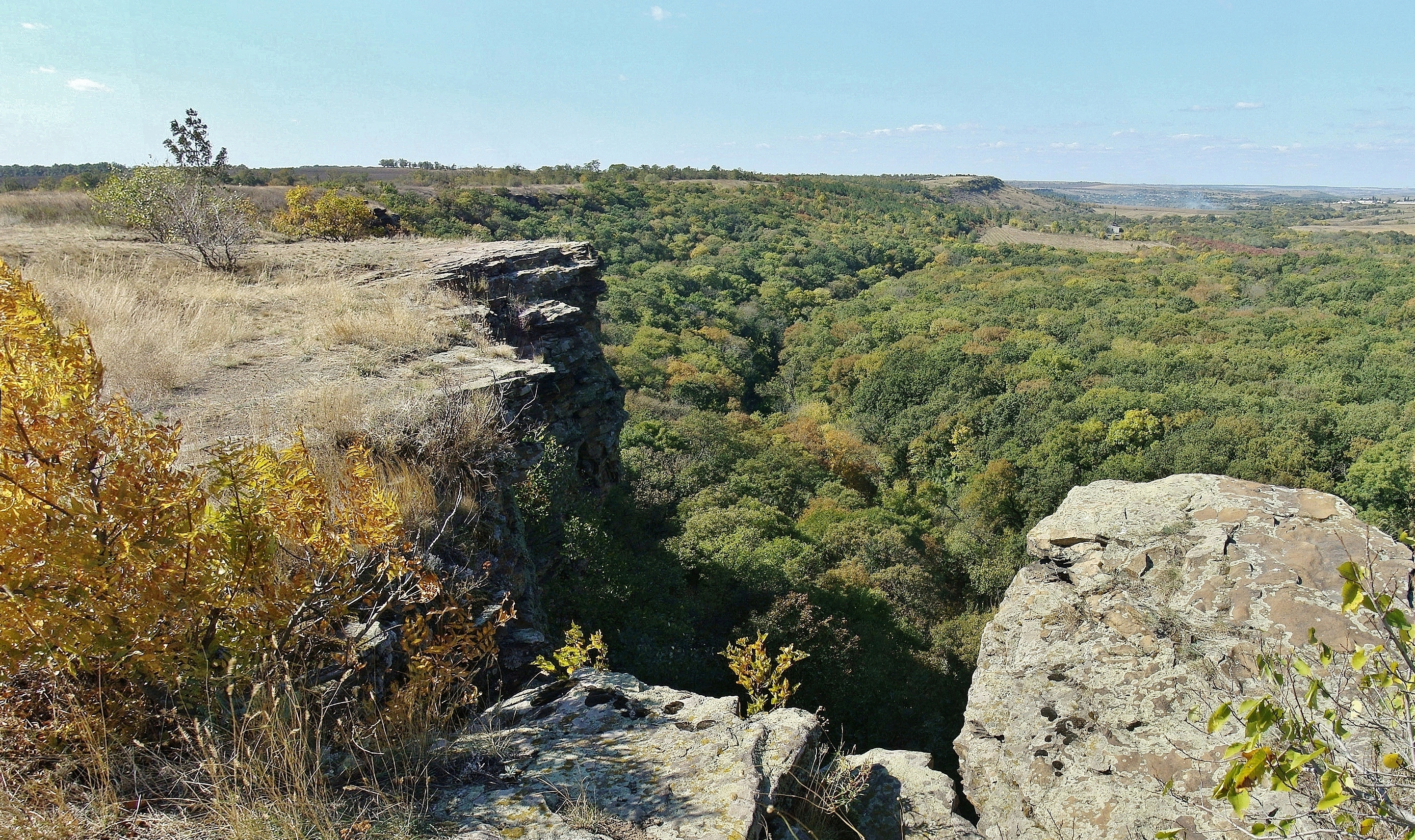
Донецький Кряж. Кринка

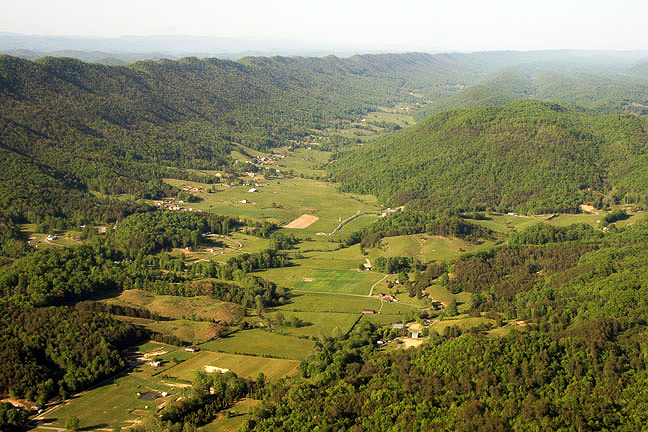
Кряжиста місцевість на північному сході Теннессі

Кряж — пасмо невисоких гір, горбів, гірська гряда, витягнута горбиста височина або плоскогір'я. Характеризується згладженими вершинами гребенів. 
Як правило кряжі — це залишки давніх гір, дещо піднятих новітніми тектонічними рухами і поруйнованих процесами денудації. Відносні висоти кряжів звичайно не перевищують десятки метрів, іноді — кілька сотень метрів. Вони височіють над рівниною у вигляді пагорбів або гірської гряди.

## Приклади
в Україні:
- Донецький кряж
- Словечансько-Овруцький кряж
- Товтровий кряж
- Гологоро-Кременецький кряж

інші:
- Ангарський кряж
- Єнісейський кряж
- Кряж Прончищева
- Салаїрський кряж
- Тиманський кряж